# Svartgöl (Kristdala socken, Småland)
Svartgöl är en sjö i Oskarshamns kommun i Småland och ingår i Viråns huvudavrinningsområde.